# Rudolf Jan Slabý
Rudolf Jan Slabý (25. ledna 1885 – 2. července 1957) byl česko-německý překladatel, romanista, zajímající se především o španělštinu, katalánštinu, baskičtinu, či italštinu.

## Biografie
Jeho otcem byl továrník, František Slabý, a matkou Konstancie Slabá, roz. Stenglová. Vystudoval jazyky na Univerzitě Karlově a na univerzitě v Berlíně. Byl pochován na pražských Olšanech po boku svých rodičů a sestry Olgy Slabé.

## Publikační činnost

### Lexikografie
- Slabý, Rudolf Jan; Grossmann, Rudolf. Wörterbuch der deutschen und spanischen Sprache in zwei Bänden (2 sv.). Leipzig, 1932, později Wiesbaden, 1967/1968.
- Slabý, Rudolf Jan. Kapesní slovník španělsko-český a česko-španělský s výběrem výrazů amerických a technických. V Praze: Kvasnička a Hampl, 1940. 532 S.
- Slabý, Rudolf Jan. Španělsky rychle a všude. Praha: Jos. R. Vilímek, 1940. 64 S.
- Slaby, Rodolfo J. Pequeño diccionario español-alemán : conprende unas 30.000 voces que constituyen una depurada selección de los términos más usuales del idioma. Barcelona: 1931. 526 S.

### Překlad
Jeho překladatelský význam spočívá v tom, že převedl ve 20. letech 20. století do španělštiny a katalánštiny např. Julia Zeyera, dále Babičku, dílo české spisovatelky Boženy Němcové, nebo [[Rusalku]], dílo Antonína Dvořáka, či Prodanou nevěstu, dílo Bedřicha Smetany. Do češtiny převedl klasiky španělské literatury, jako např. Ramóna Gómeze de la Sernu, Jacinta Benaventeho, do španělštiny pak Antona Pavloviče Čechova, či Selmu Lagerlöf.
- La abuela: cuadros de costumbres campesinas de Bohemia. Překlad: Rudolf Jan Slabý, kolem roku 1924 (NK ČR)
- L'àvia. Překlad: Rodolf Slaby (Barcelona, 1924)
- Kvapil, Jaroslav. Rusalca: leyenda dramatica en tres actos. Překlad: R. J. Slabý ve spolupráci s J. Pérez-Hervás, kolem roku 1924 (NK ČR)
- La núvia venuda. Òpera còmica en tres actes. Překlad: Rodolf J. Slaby, 1924

### Ostatní
- Slabý, Rudolf Jan. Čech ve Španělsku a španělské Americe (španělsky). Praha: Orbis, 1937. Edice: Rychlé kursy jazyků. 199 S.
- Slabý, Rudolf Jan. Checoslovaquia : su presente : su pasado : sus relaciones culturales con España y los países iberoamericanos. Madrid, 1933. 117 S.